# Kurt Felkl
Kurt Ludwig Felkl (* 7. Oktober 1918 in Brüsau; † 19. Februar 2013) war ein deutscher Chirurg, Urologe und Sanitätsoffizier der Bundeswehr. Er war dort zuletzt von April 1975 bis März 1979 Chefarzt des Bundeswehrzentralkrankenhauses Koblenz.

## Leben
Felkl wurde als Sohn eines Elektroingenieurs geboren, wuchs zunächst bei seiner Großmutter auf und zog mit seiner Familie 1922 nach Brünn. Nach dem Abitur nahm er 1937 das Studium der Humanmedizin auf, musste dieses aber nach der Annexion des Sudetenlandes für den Kriegsdienst auf deutscher Seite unterbrechen.
Im Januar 1939 wurde er zum Infanterie-Regiment 65 in Delmenhorst einberufen und wurde im September 1940 als Sanitäter zum Artillerie-Regiment 71 versetzt. Trotz weiterer Fronteinsätze bei Roslavel und Smolensk konnte er ab Februar 1941 sein Studium in Göttingen fortsetzen und bestand 1944 das medizinische Staatsexamen. Gegen Ende des Krieges geriet er in US-amerikanische Kriegsgefangenschaft, aus der er 1945 wieder entlassen wurde.
Nach Kriegsende kam Felkl über Bad Pyrmont nach Berlin und war dort zuletzt am Rudolf-Virchow-Krankenhaus als Oberarzt tätig. Es folgten die Facharztanerkennungen für Chirurgie 1954 und für Urologie im Jahr 1957.
Im November 1957 trat er in die Bundeswehr ein., wo er zunächst im Dienstgrad Stabsarzt als Truppenarzt beim Panzerbataillon 5 in Nienburg/Weser tätig war und im August 1960 in das Zentrallazarett der Bundeswehr in Koblenz versetzt wurde, aus dem 1970 das heutige Bundeswehrzentralkrankenhaus hervorging. Hier war er zunächst Stationsarzt, schon bald aber Leiter der urologischen Abteilung, bis er im April 1975 die Leitung des Zentralkrankenhauses übernahm und zum Generalarzt ernannt wurde. Er wurde am 31. März 1979 in den Ruhestand versetzt und war im Anschluss mehrere Jahre lang als Berater der Pharmaindustrie tätig.
Felkl wurde im November 1977 mit dem Bundesverdienstkreuz I. Klasse ausgezeichnet.